# Ichneumon crassifemur
Ichneumon crassifemur är en stekelart som beskrevs av Thomson 1886. Ichneumon crassifemur ingår i släktet Ichneumon och familjen brokparasitsteklar. Arten är reproducerande i Sverige. Inga underarter finns listade i Catalogue of Life.